# Frank Dżibuti
Frank Dżibuti (fr. Franc Djibouti, arab. فرنك) – oficjalna jednostka płatnicza używana w Dżibuti. Jeden frank dżibutyjski dzieli się na 100 centymów. Kod ISO dla franka Dżibuti to DJF (Djibouti Franc).
W obiegu znajdują się monety o wartości 1, 2, 5, 10, 20, 50, 100, 250, 500 franków, oraz banknoty o wartości 1000, 2000, 5000 i 10 000 franków.
Kurs franka Dżibuti jest ściśle związany z kursem dolara amerykańskiego, 1 dolar = 177,721 franków

## Monety
| Monety obiegowe (1977-) | Monety obiegowe (1977-) | Monety obiegowe (1977-) | Monety obiegowe (1977-) | Monety obiegowe (1977-) | Monety obiegowe (1977-) | Monety obiegowe (1977-) | Monety obiegowe (1977-) |
| Grafika                 | Grafika                 | Nominał (DJF)           | Dane techniczne         | Dane techniczne         | Dane techniczne         | Dane techniczne         |                         |
| Rewers                  | Awers                   | Nominał (DJF)           | Średnica (mm)           | Masa (g)                | Materiał                | Rant                    | Wprowadzona do obiegu   |
| ----------------------- | ----------------------- | ----------------------- | ----------------------- | ----------------------- | ----------------------- | ----------------------- | ----------------------- |
|                         |                         | 1                       | 23                      | 1,3                     | aluminium               | gładki                  | 1977                    |
|                         |                         | 2                       | 27,1                    | 2,2                     | aluminium               | gładki                  | 1977                    |
|                         |                         | 5                       | 31,1                    | 3,75                    | aluminium               | gładki                  | 1977                    |
|                         |                         | 10                      | 20                      | 3                       | aluminium-brąz          | gładki                  | 1977                    |
|                         |                         | 20                      | 23,5                    | 4                       | aluminium-brąz          | gładki                  | 1977                    |
|                         |                         | 50                      | 25,7                    | 7                       | miedzionikiel           | ząbkowany               | 1977                    |
|                         |                         | 100                     | 30                      | 12                      | miedzionikiel           | ząbkowany               | 1977                    |
|                         |                         | 250                     | 29                      | 9,95                    | bimetal                 | ząbkowany               | 2012                    |
|                         |                         | 500                     | 28                      | 12,9                    | aluminium-brąz          | gładki                  | 1989                    |